# Alexandr Nevski (Prokofiev)

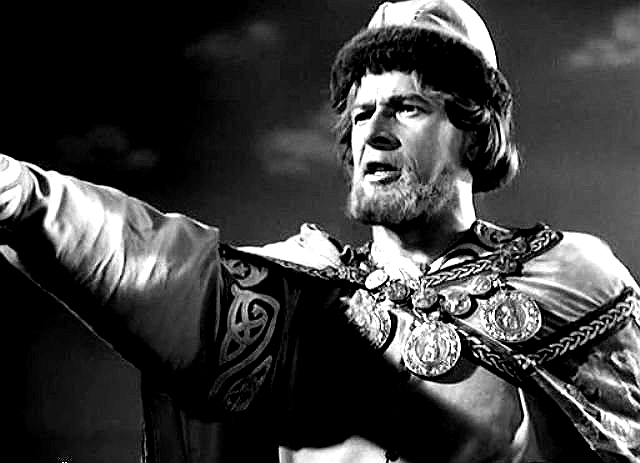
Scenă din filmul "Alexandru Nevski" regizat de Serghei Eisenstein

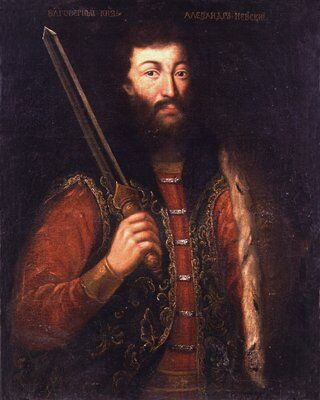
Portretul lui Aleksandr Nevski

Alexandr Nevski este titlul unei cantate compuse de Serghei Prokofiev (Op. 78), care reunește numerele muzicale compuse inițial pentru filmul Alexandr Nevski al regizorului Serghei Eisenstein. Cantata este interpretată de orchestră simfonică, cor mixt și solistă mezzosoprană.
Premiera a avut loc la Moscova în 17 mai 1939, dirijor fiind însuși compozitorul.
Cantata este împărțită în 7 părți, intitulate după cum urmează:
Partea a II-a (“Песня об Александре Невском”) are un caracter solemn. Atât textul cât și muzica sunt compuse în stil epic, povestitor, în forma tripartita, cu partea mijlocie contrastantă.
Partea a IV-a (“Вставайте люди русские”) are un caracter hotărât. În ea răsună chemarea la luptă, foarte energică. În introducerea orchestrală răsună bătăile clopotului, secvențe care se repeta pe parcursul întregii părți. Este compusă în forma tripartite. Partea de mijloc începe cu corul femeilor. Caracterul devine mai duios, cantabil. Apoi urmează repriza.
Partea a V-a (“Ледовое побоище”) este un tablou simfonic, în care se poate urmări schimbarea cadrelor din filmul „Alexandru Nevski”. La început se redă tabloul unei dimineți de iarnă. Se aude semnalul de luptă, după care începe mișcarea cavalerilor medievali. Rasuna coralul în limba Latină. Apare armata rusă și se încinge lupta. În toiul luptei compozitorul redă spargerea gheții, prăbușirea dușmanilor, valurile reci, și linistea care se lasă mai apoi.
Textul era în limba rusă, cu excepția părților a 3-a și a 5-a, care s-au cântat în limba latină.